# Juan José Oré
Juan José Oré Herrera (Lima, 12 de junio de 1954), más conocido como J. J. Oré, es un exfutbolista peruano. Está considerado dentro de los grandes centrodelanteros del fútbol peruano. Es actual Director Técnico de la Selección peruana de fútbol de menores.
Fue el máximo goleador de la Primera División del Perú en 1978, el máximo goleador de la Copa Libertadores en 1979 y el máximo goleador de la Primera División de Chile en 1988.

## Biografía
J.J. Oré nació en 1954 en la primera cuadra del Jirón Huari de los Barrios Altos de la ciudad de Lima. Hijo de Nicolás Oré y Rosa Herrera. Desde 1978 está casado con Nelly Roldán y tiene 3 hijos: Paola, Milagros y Juan.  Reside en el distrito de San Borja.

## Trayectoria

### Como futbolista
Se inició en las divisiones menores del Club Universitario de Deportes, llevado a los 11 años para pasar una prueba en el club crema por su vecino Lucho Cruzado (que ya era mediocampista inamovible en el primer equipo de la "U"). 
Cuando llegó al estadio "Lolo Fernández" de la mano de Cruzado, no demoró mucho en demostrar lo que valía: tocaba bien la pelota, era rápido y no tenía miedo al área. Y quedó. "Jota Jota" ya podía decir en el barrio que era jugador de la "U".
En 1974 el técnico uruguayo Roberto Scarone lo promovió al primer equipo crema. Allí, con 19 años a cuestas, debutó con el técnico Juan E. Hobberg ante el Juan Aurich y contra el Dep. Tumán anotó su primer gol. Compartiría vestuario con consagrados como Héctor Chumpitaz, Juan Carlos Oblitas y Percy Rojas. Y cuando "El Trucha" Rojas firmó por el club Independiente de Argentina, Juan José se apoderó del puesto titular.
Fue miembro de la Selección Juvenil del Perú de 1974 que participó en el Campeonato realizado en Arica con Mario 'Foca' Gonzales e integró la Selección de fútbol del Perú desde 1975.
Fueron cinco años en Universitario en los que Oré se abrió paso a punta de goles. En 1978 acabó como máximo artillero del campeonato nacional con 19 anotaciones. Sin embargo, ese año recibió un golpe que supo asimilar: una indeseable lesión lo dejó al margen de la selección peruana que jugó el Mundial de Argentina 78.
Pero Jota Jota, fiel a su filosofía de sobreponerse a todo y luchar contra los obstáculos, reapareció al año siguiente: acabó como goleador de la Copa Libertadores de 1979 al convertir seis conquistas con la camiseta crema. Y, por si fuera poco, sería el primer peruano que jugaría en el fútbol griego por el Panathinaikos FC de Grecia, el más poderoso del país heleno, se lo llevó a sus filas. Oré tuvo un debut soñado en el equipo ateniense: a estadio lleno marcó dos goles. Un par de días después ya se vendían souvenirs con su cara. Del griego entendía poco, pero el "ogué, ogué" de los hinchas le hizo ver que su trabajo ya había logrado aceptación.
"Un compañero argentino, Óscar Álvarez, llevaba años en el club y me ayudaba con el idioma. También el dueño de una tienda de muebles, vecino mío e hincha del equipo. Las navidades las pasábamos en su casa. Eran como nuestra familia en Grecia", recuerda ahora Juan José.
Fueron más de tres años en Atenas. Mientras tanto, en cada viaje de vacaciones a Lima, don Miguel Pellny (entonces presidente de la "U") le ofrecía un contrato fabuloso para retornar al club. Y en una de esas la insistencia dio sus frutos: los Oré se mudaron a Lima y Juan José se puso otra vez la camiseta crema en 1982 y 1983.
También jugó por Coronel Bolognesi en 1984, por Sporting Cristal en 1985 y 1986, en 1987 jugó por AELU y en 1988 lo hizo en CNI de Iquitos, luego volvieron a tocarle las puertas desde el exterior: Deportes Iquique de Chile se lo llevó. 
Marcó una temporada fantástica, Jota Jota acabó como goleador del torneo de Primera división chilena de 1988, con 18 goles, convirtiéndose en el único jugador de Deportes Iquique, que inscribió su nombre como de goleador de un torneo de primera División. Por ello es uno de los jugadores históricos y más recordados por los hinchas de Deportes Iquique. Además es el 3° goleador histórico del club, con 26 goles en primera división y 41 goles anotados en todos sus partidos.
Finalmente Oré regresó al Perú para jugar en la Segunda División en 1992 y se retiró del fútbol activo jugando con el Lawn Tennis, a donde llegó por pedido expreso de su amigo Miguel Pellny.

### Como entrenador
Ya como jugador había llevado cursos de dirección técnica. Dedicado a la preparación de menores, empezando en 1993 en la Academia Tito Drago, al lado de Riveras, Aguilar, Lucho Cruzado y del Profesor Vicelach. Y al año siguiente pasaría a trabajar en las divisiones inferiores de la "U" hasta 1997, en que es llamado como primer asistente de Fernando Cuéllar, en el equipo de mayores. En 1998 trabajó como asistente de Osvaldo Piazza, saliendo campeón con Universitario de Deportes, y luego con Miguel Company en el Apertura de 1999. Para el Clausura de ese año llega Roberto Chale a la DT de Universitario y regresa a menores hasta que a fines de ese año deja la U.  Volvería en 2003, estando a punto de dirigir como técnico del primer equipo pero debido a la huelga de jugadores propiciada por la Agremiación no dirigió encuentros oficiales.
En 2000 trabaja con Oscar Hamada en la preparación de los seleccionados de fútbol de menores de Perú. Luego con los profesores argentinos Picerni y Pavoni. En el año 2006 asume como Director Técnico de la Selección Peruana de fútbol Sub-17 clasificándola en marzo de 2007 a la Copa Mundial de Fútbol Sub-17 de 2007 en Corea del Sur, por mérito propio, además de haber ganado un cuadrangular amistoso en Nigata-Japón con esta misma selección. Perú hace un buen mundial, clasifica primero de su grupo por encima del dueño de casa, Costa Rica y Togo, pasa octavos ante Tayikistán y llega hasta cuartos de final al caer 2-0 ante Ghana, quedando en octavo lugar. 
En septiembre de 2012 se le encarga la Selección Peruana de fútbol Sub-15, logrando de manera sorpresiva pero merecida, el Campeonato Sudamericano Sub-15 de 2013 el 30 de noviembre, al vencer a Colombia 2-1. De esa manera clasifica a los Juegos Olímpicos de la Juventud 2014. En los juegos olímpicos logra otra hazaña más; el oro olímpico, al vencer en la final a Corea del Sur por 2-1

## Clubes
| Club                      | País   | Año       |
| ------------------------- | ------ | --------- |
| Universitario de Deportes | Perú   | 1974-1979 |
| Panathinaikos FC          | Grecia | 1979-1980 |
| O. F. I. Creta            | Grecia | 1980-1982 |
| Universitario de Deportes | Perú   | 1982-1983 |
| Coronel Bolognesi         | Perú   | 1984      |
| Juventud La Palma         | Perú   | 1985      |
| Sporting Cristal          | Perú   | 1986      |
| AELU                      | Perú   | 1987      |
| Colegio Nacional Iquitos  | Perú   | 1988      |
| Deportes Iquique          | Chile  | 1988-1990 |
| Lawn Tennis               | Perú   | 1991-1992 |

## Palmarés

### Campeonatos nacionales
| Título           | Club                      | País | Año  |
| ---------------- | ------------------------- | ---- | ---- |
| Primera División | Universitario de Deportes | Perú | 1974 |
| Primera División | Universitario de Deportes | Perú | 1982 |

### Distinciones individuales
| Distinción                                          | Año  |
| --------------------------------------------------- | ---- |
| Goleador de la Primera División del Perú (19 goles) | 1978 |
| Goleador de la Copa Libertadores (6 goles)          | 1979 |
| Goleador de la Primera División de Chile (18 goles) | 1988 |